# Suisse au Concours Eurovision de la chanson 1981
La Suisse a participé au Concours Eurovision de la chanson 1981 le 4 avril à Dublin, en Irlande. C'est la 26e participation suisse au Concours Eurovision de la chanson.
Le pays est représenté par le groupe Peter, Sue & Marc et la chanson Io senza te, sélectionnés par la SSR au moyen d'une finale nationale.

## Sélection

### Concours Eurovision 1981
La Société suisse de radiodiffusion et télévision (SSR), organise la sélection suisse Concours Eurovision 1981, pour sélectionner l'artiste et la chanson représentant la Suisse au Concours Eurovision de la chanson 1981.

#### Finale
La finale suisse, présentée par Jean-Pierre Pastori, a eu lieu le 21 février 1981 au Palladium à Genève.
Six chansons participent à la finale suisse. Les différentes chansons sont interprétées en allemand, en français et en italien, langues officielles de la Suisse.
| Ordre | Artiste           | Chanson               | Langue   | Traduction             | Points | Place |
| ----- | ----------------- | --------------------- | -------- | ---------------------- | ------ | ----- |
| 1     | Peter, Sue & Marc | Io senza te           | Italien  | Moi sans toi           | 30     | 1     |
| 2     | Rose Brown        | Du fehlst mir         | Allemand | Tu me manques          | 13     | 5     |
| 3     | Pascal Auberson   | Comme l'eau de la mer | Français | –                      | 16     | 4     |
| 4     | Ireen Indra       | Io                    | Italien  | Moi                    | 21     | 3     |
| 5     | Swiss Union       | San Gottardo          | Italien  | Saint Gotard           | 25     | 2     |
| 6     | Mariella Farré    | Una cosa meravigliosa | Italien  | Une chose merveilleuse | 6      | 6     |

| Chanson               | DRS | TSR | TSI | Presse | Experts | Total |
| --------------------- | --- | --- | --- | ------ | ------- | ----- |
| Io senza te           | 4   | 5   | 7   | 7      | 7       | 30    |
| Du fehlst mir         | 3   | 2   | 3   | 1      | 4       | 13    |
| Comme l'eau de la mer | 2   | 4   | 2   | 3      | 5       | 16    |
| Io                    | 5   | 4   | 5   | 4      | 3       | 21    |
| San Gottardo          | 7   | 7   | 4   | 5      | 2       | 25    |
| Una cosa meravigliosa | 1   | 1   | 1   | 2      | 1       | 6     |

Lors de cette sélection, c'est la chanson Io senza te, interprétée par Peter, Sue & Marc, qui fut choisie,. Peter, Sue & Marc ont également représenté la Suisse à une autre édition de l'Eurovision (1971, 1976, 1979).
Le chef d'orchestre sélectionné pour la Suisse à l'Eurovision 1981 est Rolf Zuckowski (en).

## À l'Eurovision

### Points attribués par la Suisse
| 12 points | France      |
| 10 points | Yougoslavie |
| 8 points  | Royaume-Uni |
| 7 points  | Grèce       |
| 6 points  | Luxembourg  |
| 5 points  | Finlande    |
| 4 points  | Israël      |
| 3 points  | Chypre      |
| 2 points  | Espagne     |
| 1 point   | Irlande     |

### Points attribués à la Suisse
| 12 points                                                  | 10 points                    | 8 points                | 7 points             | 6 points           |
| ---------------------------------------------------------- | ---------------------------- | ----------------------- | -------------------- | ------------------ |
| - Finlande - Irlande - Norvège - Royaume-Uni - Yougoslavie | - Chypre - France            | - Luxembourg - Portugal | - Allemagne          |                    |
| 5 points                                                   | 4 points                     | 3 points                | 2 points             | 1 point            |
|                                                            | - Danemark - Espagne - Grèce |                         | - Autriche - Turquie | - Pays-Bas - Suède |

Peter, Sue & Marc interprètent Io senza te en dix-neuvième position, suivant Chypre et précédant la Suède.
Au terme du vote final, la Suisse termine 4e sur 20 pays, ayant reçu 121 points au total,. La Suisse attribue ses douze points à la France.